# Душуцзянь (гора)
Душуцзянь (кит.: 独竖尖, піньінь: Dú shù jiān) — гора в китайській провінції Цзянсі, є частиною гірської системи Уїшань, що увійшла до переліку Світової спадщини ЮНЕСКО. Назва перекладається як «Вертикальний пік-одинак».

## Опис
Загальна висота досягає 2129 м. Розташована у повіті Яньшань провінції Цзянсі, на північний захід від гори Хуанганшань (на відстані від неї у 9,8 км) та 3 км від м. Хуанбі. Є другою за висотою в провінції Цзянсі й 358 у КНР. Значна частина гори вкрита хвойними вічнозеленими лісами. Ґрунти тут представлені акрісолями (з низько активною глиною), алісолями (з високо активною глиною), плітосолями (з акумуляцією Fe в гігроморфних умовах), кислі ґрунти з глинисто-збагаченим нижнім горизонтом і низькою насиченістю основи.
Є в цілому порівняно безпечним сейсмічним районом, землетруси 5-6 за шкалою Ріхтера тут трапляються 1 раз на 50 років. Ще рідше є місцем удару циклонів.
Клімат тут вологий, субтропічний. Найтеплішим місяцем є серпень, найхолоднішим — січень. Дощовий сезон припадає на червень, сухий — на грудень. Влітку та взимку денні й нічні температурні режими не сильно відрізняються.

## Історія
Після визнання у 1999 році гори світовою спадщиною в яасті частини гір Уїшань за рішеннями провінційного та центрального уряд тут заборонена культивація задля збереження первісної природи, насамперед лісів та диких рослин.